# Nargaroth
Nargaroth – niemiecka grupa muzyczna wykonująca black metal. Powstała w 1996 roku w Saksonii.

## Historia
Dwa lata po założeniu zespołu, w 1998, zespół wydał pierwsze demo, Orke. Limitowane wydawnictwo zawierało 7 utworów instrumentalnych, z racji braku sprzętu umożliwiającego odpowiednie nagranie partii wokalnych pojawiły się kolejne dwa wydawnictwa zespołu. Pierwszym z nich był album Amarok, który zawierał starsze nagrania, cover zespołu Burzum - "Black Spell Of Destruction" oraz utwór promujący "Herbstleyd". Drugim wydawnictwem było ironicznie zatytułowane demo Fuck Off Nowadays Black Metal, skierowane do artystów ówczesnej sceny blackmetalowej. W 2001 roku Kanwulf wydał kolejną płytę Black Metal ist Krieg, natomiast rok później Rasluka Part II. W 2003 zespół ukończył pracę nad pełnym albumem Geliebte des Regens.
W 2004 roku Nargaroth wydał Crushing Some Belgian Scum, Rasluka Part I i Rasluka, wieńcząc trylogię i razem z Rasluka Part II tworząc jednolite dzieło. W tym samym roku ukazał się album Prosatanica Shooting Angels.

## Muzycy
| Obecny skład zespołu - Charoon - gitara (od 1996) - Kanwulf - śpiew, gitara, gitara basowa, keyboard (od 1996) Muzycy koncertowi - Unk - gitara (2007-2009, od 2011) - Thorn - gitara (od 2010) - T. - perkusja (od 2011) - Remus - perkusja (od 2011) - Akhenaten - gitara basowa (2002) - Vorst - gitara basowa (2009-2010) | Byli członkowie zespołu - Darken - gitara basowa (1996-1999), gitara (2004-2007) - L'Hiver - perkusja (1998-1999, 2003) - Occulta Mors - perkusja (2001-2002) - Asbath - perkusja (2001-2005) - Honza Kapák - perkusja (2001) - Erebor - perkusja (2005-2010) |

## Dyskografia
| Albumy - Herbstleyd (1998) - Black Metal ist Krieg (A Dedication Monument) (2001) - Geliebte des Regens (2003) - Prosatanica Shooting Angels (2004) - Semper Fidelis (2007) - Jahreszeiten (2009) - Spectral Visions of Mental Warfare (2011) Kompilacja - Amarok (2000) - Black Metal Endsieg II (2001, split) - Semper Fidelis Box (2007, Box set) | Minialbumy - Rasluka Part II (2002) - Crushing Some Belgian Scum (2004) - Rasluka Part I (2004) Dema - Orke (1998) - Herbstleyd (1998) - Fuck Off Nowadays Black Metal (2000) |

## Wideografia
- Dead-Ication (2008, DVD)